# Commission Thorn
La commission Thorn est la commission européenne en fonction du 6 janvier 1981 au 5 janvier 1985, présidée par Gaston Thorn, originaire du Luxembourg.

## Historique
La commission Thorn est précédée par la commission Jenkins et suivie par la commission Delors I. Malgré une crise économique importante à la suite du deuxième choc pétrolier, en 1979, la Commission voit l'entrée dans les Communautés européennes de la Grèce en 1981.

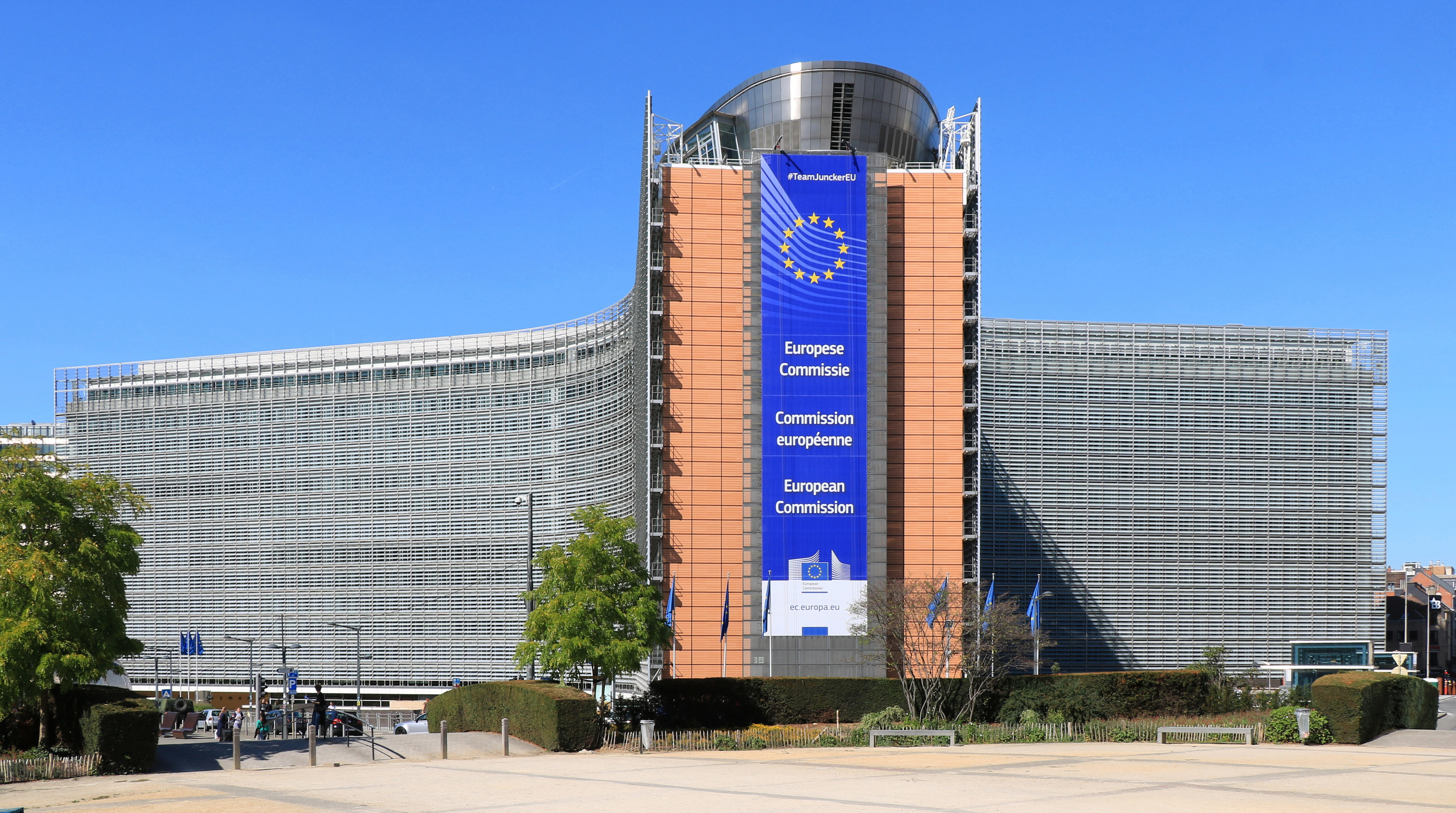
Siège de la Commission européenne à Bruxelles (Bâtiment Berlaymont).

## Membres de la Commission
| Portefeuilles À défaut, titre au sein de la Commission                                                        | États-membres        |                                         | Commissaire                                            | Parti politique                             |
| --- | -------------------- | --------------------------------------- | ------------------------------------------------------ | ------------------------------------------- |
| Président | Luxembourg           |                                         | Gaston Thorn                                           | Demokratesch Partei                         |
| Délégué du Président Administration, Personnel, Eurostat et Office des publications officielles               | Irlande              |                                         | Michael O'Kennedy (6 janvier 1981 - 5 mars 1982)       | Fianna Fáil                                 |
| Délégué du Président Administration, Personnel, Eurostat et Office des publications officielles               | Irlande              |                                         | Richard Burke (À partir du 6 mars 1982)                | Fine Gael                                   |
| Vice-président Budget et Contrôle des Finances, Institutions financières et Taxation                          | Royaume-Uni          |                                         | Christopher Tugendhat                                  | Conservative Party                          |
| Vice-président Affaires économiques et monétaires                                                             | France               |                                         | François-Xavier Ortoli                                 | Union des démocrates pour la République     |
| Relations extérieures et Affaires nucléaires                                                                  | Allemagne de l'Ouest |                                         | Wilhelm Haferkamp                                      | Sozialdemokratische Partei Deutschlands     |
| Industries et Énergie                                                                                         | Belgique             |                                         | Étienne Davignon                                       | Sans parti                                  |
| Politique méditerranéenne, Élargissement et Information                                                       | Italie               |                                         | Lorenzo Natali                                         | Democrazia Cristiana                        |
| Politique régionale et Coordination des fonds de la Communauté                                                | Italie               |                                         | Antonio Giolitti                                       | Partito Socialista Italiano                 |
| Développement                                                                                                 | France               |                                         | Claude Cheysson (6 janvier 1981 - 21 mai 1981)         | Parti socialiste                            |
| Développement                                                                                                 | France               | Edgard Pisani (À partir du 22 mai 1981) |                                                        | Parti socialiste                            |
| Agriculture et Pêche                                                                                          | Danemark             |                                         | Finn Olav Gundelach (6 janvier 1981 - 13 janvier 1981) | Sans parti                                  |
| Agriculture et Pêche                                                                                          | Danemark             |                                         | Poul Dalsager (À partir du 14 janvier 1981)            | Socialdemokraterne                          |
| Marché intérieur, Industrie, Union douanière, Environnement, Protection du consommateur et Sécurité nucléaire | Allemagne de l'Ouest |                                         | Karl-Heinz Narjes                                      | Christlich Demokratische Union Deutschlands |
| Transport, Pêche et Tourisme                                                                                  | Grèce                |                                         | Giorgios Contogeorgis                                  | Νέα Δημοκρατία                              |
| Emploi et Affaires sociales                                                                                   | Royaume-Uni          |                                         | Ivor Richard                                           | Labour Party                                |
| Relations avec le Parlement européen et Concurrence                                                           | Pays-Bas             |                                         | Frans Andriessen                                       | Katholieke Volkspartij                      |

## Affiliation politique
| Affiliation politique européenne                                                    | Nombre de commissaires                           |
| ----------------------------------------------------------------------------------- | ------------------------------------------------ |
| Conservateurs Parti populaire européen Démocrates européens                         | 6 commissaires puis 7 (À partir de mars 1982)    |
| Libéraux Libéraux et Démocrates Européens                                           | 2 commissaires puis 1 (À partir de mars 1982)    |
| Sociaux-démocrates Confédération des partis socialistes de la Communauté européenne | 4 commissaires puis 5 (À partir de janvier 1981) |
| Sans étiquette                                                                      | 2 commissaires puis 1 (À partir de janvier 1981) |

## Compléments